# 井波ゆき子
井波 ゆき子（いなみ ゆきこ、1950年2月16日 - ）は、日本の女優、元リポーター。本名、井波いく代。旧芸名は茜夕子、井波由起子。

## 来歴・人物
栃木県出身、神奈川県横須賀市育ち。兄がいる。
横須賀市立第二高等学校卒業。18歳の時に鎌倉市で行われた「ミス静御前コンテスト」で優勝。東京アナウンスアカデミー（1968）を経て、現在は東京俳優生活協同組合（俳協）（1970年より）に所属。
日本舞踊と生け花は免許皆伝、エレクトーン演奏もプロ級と紹介されている。

## 出演作品

### テレビドラマ

#### 「茜夕子」名義
- 帰ってきたウルトラマン 第44話「星空に愛をこめて」（1972年、TBS / 円谷プロ） - 広田あかね（ケンタウルス星人）
- 荒野の素浪人 第14話「奇襲 女地獄牢」（1972年、NET / 三船プロ）
- 出雲の阿国（1973年、NET）
- 時間ですよ 第3シリーズ（1973年、TBS）- すみ江（「松の湯」の常連客）

#### 「井波由起子」名義
- 非情のライセンス」（NET / 東映） 
  - 第2シリーズ 第21話「兇悪の白い花」（1975年） - 土井洋子
  - 第2シリーズ第97話「兇悪の殉職・坂井刑事」（1975年） - 坂井刑事(演:宮口二郎)の妻
- ロボット110番 第2話（1977年、テレビ朝日 / 東映）
- 祭が終ったとき（1979年、テレビ朝日）
- 鬼平犯科帳（1980年、テレビ朝日 / 東宝 / 中村プロ）
- ママたちが戦争を始めた!（1985年、日本テレビ）
- 火曜サスペンス劇場『たった独りのあなたのために』（1985年、日本テレビ）
- 音（1992年、日本テレビ）
- みのもんたの人生相談デカ 〜おもいッきりテレビ殺人事件〜（2002年、日本テレビ）
- 幸福の王子 第5話「真実に生きるのか…? 愛のために死ぬか?」（2003年、日本テレビ）

### その他のテレビ番組
- あんぜんきょうしつ（1970年 - 1973年、NHK） - レギュラー
- 竹村健一の世相講談（1978年、日本テレビ）
- ミセス&ミセス（1977年 - 1979年、日本テレビ）[2]
- ルックルックこんにちは（1979年 - 2001年、日本テレビ） - リポーター
- 帰ってきたウルトラマンのすべて 〜誕生秘話をさぐる!〜 スペシャルインタビュー・星空に愛をこめて（2007年、ファミリー劇場） - ゲスト

### 映画
- 故郷（1972年、松竹）
- ようこそギリシャ